# (41) Daphne
(41) Daphne ist ein Asteroid des mittleren Asteroiden-Hauptgürtels. Mit einem Durchmesser von 205 km gehört sie zu den größten Asteroiden des Hauptgürtels und sie hat einen kleinen Mond namens Peneius.

## Entdeckung und Benennung
Daphne wurde am 22. Mai 1856 vom deutsch-französischen Astronomen Hermann Mayer Salomon Goldschmidt am Pariser Observatorium entdeckt. Inkorrekte Bahnberechnungen führten zu der Entdeckung von (56) Melete, welche zunächst irrtümlich für eine zweite Sichtung von Daphne gehalten wurde; diese erfolgte jedoch erst sechs Jahre später am 31. August 1862.
Der damalige Direktor des Observatoriums, Urbain Le Verrier, benannte den Himmelskörper nach Daphne, einer Nymphe der griechischen Mythologie, die vor dem Gott Apollon floh und in einen Lorbeerbaum verwandelt wurde.
1999 bedeckte Daphne drei Sterne und eine weitere Bedeckung von TYC 0380 00670 am 2. Juli desselben Jahres wiesen auf ein Ellipsoid von 213 × 160 km hin. Die Lichtkurvenbeobachtungen ließen auf einen unregelmäßig geformten Körper schließen.
Insgesamt wurde der Asteroid durch mehrere erdbasierte Teleskope beobachtet, insgesamt bisher 2461 Mal innerhalb von 153 Jahren. (Stand Sept. 2019)

## Bahneigenschaften

### Umlaufbahn
Daphne umkreist die Sonne auf einer prograden, sehr elliptischen Umlaufbahn zwischen 299.100.000 km (1,99 AE) und 526.900.000 km (3,52 AE) Abstand zu deren Zentrum. Die Bahnexzentrizität beträgt 0,276, die Bahn ist gegenüber der Ekliptik um 15,79° geneigt. Ihre Bahn liegt demnach im mittleren Asteroidengürtel.
Die Umlaufzeit von Daphne beträgt 4,59 Jahre. Insgesamt ähneln ihre Bahnelemente denen von (93) Minerva (4,57 Jahre Umlaufzeit).

### Bahnresonanz
Die Umlaufbahn von Daphne steht in einer 9:22-Bahnresonanz mit dem Planeten Mars. Die Ljapunow-Zeit berechnet sich auf 14.000 Jahre, was auf eine instabile Umlaufbahn hinweist; die Bahn wird durch den Planeten gestört und wird sich im Laufe der Zeit auf unvorhersehbare Weise verändern.

### Rotation
Daphne rotiert in 5 Stunden und 59 Minuten einmal um ihre Achse. Daraus ergibt sich, dass der Asteroid in einem Daphne-Jahr 6714,4 Eigendrehungen vollführt.

## Physikalische Eigenschaften

### Größe
Die bisherigen Beobachtungen weisen auf einen unregelmäßig geformten, länglichen Körper hin; die genaueste Durchmesserbestimmung liegt bei 205,495 km. Hinsichtlich der genauen Dimensionen liegt der genauste Wert bei 239 × 183 × 153 km, womit Daphne in der Form in etwa dem Jupitermond Amalthea ähneln dürfte.
Ausgehend von einem mittleren Durchmesser von 205 km ergibt sich eine Oberfläche von etwa 130.000 km2, was in etwa der Fläche Griechenlands entspricht.
Bestimmungen des Durchmessers für Daphne
| Jahr | Abmessungen     | Quelle               |
| ---- | --------------- | -------------------- |
| 1999 | 213 × 160       | Dusser u. a.         |
| 2002 | 174 ± 11,7      | Tedesco (IRAS) u. a. |
| 2008 | 239 × 213 × 153 | Kaasalainen u. a.    |
| 2011 | 189             | Matter u. a.         |
| 2011 | 194 bis 209     | Matter u. a.         |
| 2012 | 205,495 ± 1,881 | Masiero u. a.        |

Die präziseste Bestimmung ist fett markiert.

### Innerer Aufbau
Die Oberfläche des Asteroiden ist mit einer Albedo von 0,059 ausgesprochen dunkel, sie besteht womöglich aus primitiven kohlenstoffhaltigen Chondriten. Die Dichte beträgt zwischen 1,95 bis 2,4 g/cm3; letzterer Wert wurde im April 2008 durch das Arecibo-Radioteleskop ermittelt. Die Masse ließ sich bislang auf zwischen 5,5 und 6,8 ∙ 1018 berechnen. Die mittlere Oberflächentemperatur beträgt rund 167 K (−106 °C).
Daphnes absolute Helligkeit wird mit 7,12 mag angegeben.

## Mond
Am 28. März 2008 wurde die Entdeckung eines Mondes um Daphne bekannt gegeben, der die vorläufige Bezeichnung S/2008 (41) 1 und am 6. März 2019 den Namen Peneius erhielt.
Die Entdeckung beruht auf Beobachtungen von Lichtkurven verschiedener Observatorien. Der Mond hat einen Durchmesser von knapp zwei Kilometern, was das bislang extremste bekannte Größenverhältnis aller Asteroiden im Sonnensystem ist. Die Entfernung zum Hauptkörper wird mit 405 Kilometern angegeben.
| Name               | Durchmesser (km) | Relativgröße (%) | Masse (kg) | Große Halbachse (km) | Umlaufzeit (d) | Exzentrizität | Inklination | Datum Entdeckung |
| ------------------ | ---------------- | ---------------- | ---------- | -------------------- | -------------- | ------------- | ----------- | ---------------- |
| Peneius (Daphne I) | 2,0              | 1,0              | ?          | 405                  | 1,1            | ?             | ?           | 28. März 2008    |